# CDH6
La cadherina-6 (CDH6), també anomenada K-cadherina (KCAD o Kidney Cadherine), és una glicoproteïna pertanyent al grup de les cadherines (concretament es tracta d'una cadherina tipus II). Aquestes son un tipus de molècules fonamentals que intervenen en processos d'Adherència cel·lular (establint interaccions homofíliques amb altres cadherines iguals de cèl·lules adjacents) i que es caracteritzen per la seva dependència de calci. Aquestes propietats ens permeten donar explicació al fet que les cadherines exerceixin un paper crític en la diferenciació cel·lular i en la regulació de la morfologia d'una àmplia varietat de teixits.

## Estructura

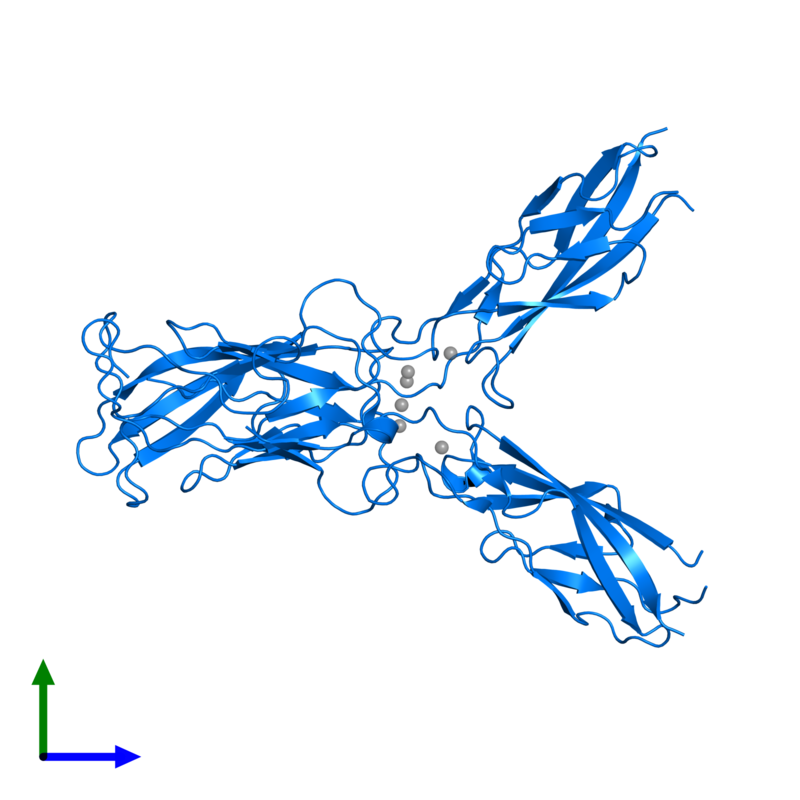
Estructura molecular en cintes de la CDH6

Quant a la seva estructura, K-cadherina és una glicoproteïna transmembrana i, per tant, un complex molecular format per la unió d'una proteïna i un carbohidrat que travessa la membrana, en aquest cas, una sola vegada. CDH6 està formada per uns 790 aminoàcids, la qual cosa fa que la considerem una glicoproteïna bastant gran. Cal remarcar que conté un pèptid senyal de 18 aminoàcids i un propèptid de 35 aminoàcids. La massa molecular d'aquesta proteïna és de 88.309 Daltons (Da).
Pel que respecta als dominis que hi presenta, com bé s'ha dit abans, parlem d'una proteïna que travessa la membrana una única vegada amb un domini transmembranal que té una longitud de 21 aminoàcids i que es localitza entre els aminoàcids 616 i el 636. A més, trobem també un domini extracel·lular que té una longitud de 562 aminoàcids i que està situat entre els aminoàcids 54 i 615. Finalment, dir que també presenta domini citoplasmàtic de 154 aminoàcids de llargària entre l'aminoàcid 637 i el 790.
Si s'especifica una mica més, es pot dir que es troben 5 dominis cadherina a la part extracel·lular d'aproximadament 110 aminoàcids cada un, donant lloc a un conjunt de dominis amb un total de 554 aminoàcids de longitud, situats entre els aminoàcids 54 i 608:
- Cadherin 1: té una longitud de 106 aminoàcids. Està situat entre l'aminoàcid 54 i el 159, ambdós inclosos.
- Cadherin 2: té una longitud de 109 aminoàcids. Està situat entre l'aminoàcid 160 i el 268, ambdós inclosos.
- Cadherin 3: té una longitud de 115 aminoàcids. Està situat entre l'aminoàcid 269 i el 383, ambdós inclosos.
- Cadherin 4: té una longitud de 103 aminoàcids. Està situat entre l'aminoàcid 384 i el 486, ambdós inclosos.
- Cadherin 5: té una longitud de 122 aminoàcid. Està situat entre l'aminoàcid 487 i el 608, ambdós inclosos.

A cada domini cadherin normalment s'hi uneixen tres ions de calci per tal d'enfortir les connexions i donar rigidesa, i podem afegir també, que es tracta d'una proteïna que presenta l'extrem amino (o N-terminal) a l'espai extracel·lular i l'extrem carboxil (o C-terminal) a l'espai citoplasmàtic.
Per acabar, hem de tenir en compte que la CDH6 presenta dues isoformes. La isoforma 1 és la que s'anomena seqüència canònica, i és a la que fan referència totes les dades estructurals. A més, hi ha la isoforma 2, que té una longitud de 663 aminoàcids i una massa molecular de 73.864 Daltons (Da). La isoforma 2 difereix de la canònica en el segment entre l'aminoàcid 628 i 663, i amb la supressió del segment entre l'aminoàcid 664 i 790.

### Seqüència
Si ens centrem en la seqüència de la isoforma 1, és la següent: MRTYRYFLLL FWVGQPYPTL STPLSKRTSG FPAKKRALEL SGNSKNELNR SKRSWMWNQF FLLEEYTGSD YQYVGKLHSD QDRGDGSLKY ILSGDGAGDL FIINENTGDI QATKRLDREE KPVYILRAQA INRRTGRPVE PESEFIIKIH DINDNEPIFT KEVYTATVPE MSDVGTFVVQ VTATDADDPT YGNSAKVVYS ILQGQPYFSV ESETGIIKTA LLNMDRENRE QYQVVIQAKD MGGQMGGLSG TTTVNITLTD VNDNPPRFPQ STYQFKTPES SPPGTPIGRI KASDADVGEN AEIEYSITDG EGLDMFDVIT DQETQEGIIT VKKLLDFEKK KVYTLKVEAS NPYVEPRFLY LGPFKDSATV RIVVEDVDEP PVFSKLAYIL QIREDAQINT TIGSVTAQDP DAARNPVKYS VDRHTDMDRI FNIDSGNGSI FTSKLLDRET LLWHNITVIA TEINNPKQSS RVPLYIKVLD VNDNAPEFAE FYETFVCEKA KADQLIQTLH AVDKDDPYSG HQFSFSLAPE AASGSNFTIQ DNKDNTAGIL TRKNGYNRHE MSTYLLPVVI SDNDYPVQSS TGTVTVRVCA CDHHGNMQSC HAEALIHPTG LSTGALVAIL LCIVILLVTV VLFAALRRQR KKEPLIISKE DIRDNIVSYN DEGGGEEDTQ AFDIGTLRNP EAIEDNKLRR DIVPEALFLP RRTPTARDNT DVRDFINQRL KENDTDPTAP PYDSLATYAY EGTGSVADSL SSLESVTTDA DQDYDYLSDW GPRFKKLADM YGGVDSDKDS.
I pel que fa a la isoforma 2, té la mateixa seqüència que la isoforma 1, però difereix, com s'ha dit, en el segment entre l'aminoàcid 628 i 663 de la següent manera (isoforma 1→isoforma 2): VTVVLFAALRRQRKKEPLIISKEDIRDNIVSYNDEG→GKLVLPASYLPMVRGSHCYCDTLDLSASPIKAYSLI. A més a més, la isoforma 2 és més curta (663 aminoàcids de longitud) per la manca del segment anteriorment anomenat.

## Localització
Al parlar de la seva localització, a grans termes situem la CDH6 a la Bicapa lipídica, ja que com hem dit abans és una proteïna transmembrana i aleshores necessàriament la trobarem a aquestes bicapes, però caldria concretar que majoritàriament aquesta glicoproteïna s'expressa en el cervell, en el cerebel i en el ronyó. Tot i que també la podrem trobar als túbuls renals, ja que contribueix al desenvolupament d'aquests, i al carcinoma de cèl·lules renals. D'altra banda, no tant sovint, s'expressa a llocs com el pulmó, el pàncrees o a la mucosa gàstrica. Finalment afegirem que aquesta glicoproteïna tan sols es troba al Genoma humà.

### Visió genòmica del gen CDH6
El CDH6 encara sense sintetitzar, el trobem al cromosoma 5 del genoma humà, més concretament en la part superior de la cromàtida, en la banda 13.3.

## Funció
En referència a la seva funció, direm que majoritàriament es troben afavorint l'adhesivitat, però també participen en processos de senyalització o altre tipus de processos determinats, com per exemple la intervenció en el desenvolupament dels túbuls renals com acabem de dir, però també fins i tot en el desenvolupament del endometri i la formació de la placenta.
Cal tenir en compte que la K-cadherina per ser funcional ha de patir les modificacions següents:
- pH: la CDH6 per a ser funcional ha d'estar situada en un medi amb un pH de 7.4, pH fisiològic.
- Modificació de residus: fosforilació de la serina, en els aminoàcids 786 i 790.
- Glicosilació: generalment són glúcids N-units que s'afegeixen als aminoàcids 49, 255, 399, 437, 455 i 536.

A més, a més, les alteracions en les funcions de les cadherinas s'han implicat en la progressió tumoral en els adenocarcinomes.

### Relació amb l'EMT i la Metàstasi
Generalment, una de les funcions més estudiades de les cadherines és el fet que dicten l'especificitat de les interaccions cel·lulars. A més a més, promouen l'EMT (Epithelial-mesenqhymal transitions) la qual té un paper crucial en la formació de l'estructura corporal i en la diferenciació de diversos teixits i òrgans, i que a més a més, és important per a la migració cel·lular, la morfogènesi i la metàstasi de carcinoma. L'interruptor de cadherina, que té lloc durant la transició epitelial-mesenquimàtica (EMT), contribueix a afluixar l'organització rígida dels teixits epitelials i a la millora de la motilitat i capacitat d'invasió de les cèl·lules tumorals. Remarcarem que també contribueixen en la reparació de teixits, però tenint en compte que podrà comportar la fibrosi d'òrgans i promoure la progressió dels carcinomes a través d'una varietat de mecanismes. Altra funció a tenir present és que també promouen la Metàstasi mitjançant la restricció de l'Autofàgia.
Però si ens centrem en la CDH6 concretament, aquesta impulsa EMT durant el desenvolupament embrionari i és perillosament reactivada en situacions de càncer. S'ha observat que la CDH6 és un objectiu de la TGF-β i un marcador d'EMT en el càncer de tiroide, la qual cosa suggereix la possibilitat d'intervenció d'aquesta proteïna en la progressió d'aquest tipus de tumor. Es va demostrar que CDH6 era un nou growth factor-β (TGF-β) de destinació i que la seva expressió es modula de manera similar a altres marcadors d'EMT mesenquimàtics, tant in vitro com en pacients amb tumors de tiroides. També és convenient remarcar que CDH6 està sota el control de l'Runx2, un factor de transcripció el qual és un mediador crucial de la funció pro-invasiva del ID1 en les cèl·lules tumorals de tiroide. Per tant, es va afirmar per primera vegada que CDH6 s'expressa en els carcinomes de tiroide humans, que la seva expressió es veu reforçada en la part davantera invasiva dels tumors i que es tracta d'un regulador potencial d'invasivitat en aquests.
Els carcinomes papil·lars de tiroides (PTCs) solen ser lesions indolents. No obstant això, la propagació metastàsica ocorre en aproximadament el 5% dels casos. La identificació de marcadors moleculars que podrien predir el potencial metastàsic d'aquestes lesions seria una opció estratègica per dissenyar enfocaments més personalitzats i reduir el sobretractament dels pacients, és aquí on la CDH6 rep importància.
Finalment, es va demostrar que la pèrdua d'expressió de CDH6 canvia profundament l'arquitectura de la cel·lula, altera les interaccions entre cel·lules i atenúa l'impuls de l'EMT en cèl·lules de càncer de tiroide. Mitjançant diversos experiments, es va arribar a la idea que la CDH6 interactua directament amb una sèrie de proteïnes (GABARAP, BNIP3 i BNIP3L), i que a través d'aquestes interaccions restringeix l'autofàgia i promou la reorganització de la xarxa mitocondrial a través de diversos mecanismes. Gràcies a aquestes investigacions, es va passar a afirmar que l'expressió de la CDH6 marca específicament les cel·lules EMT i fortament associat amb el comportament metatàstic. A més a més, es pensa que la interacció amb la maquinària d'autofàgia pot ser és una característica comuna de molts membres de la família de les cadherines.
Relacionat amb tot aquest procés també trobem el fet que la CDH6 promou el despreniment de cèl·lules de la cresta neural mitjançant la regulació de F-actina i influència active Rho distribution durant l'EMT.

### Regulació del CDH6 a causa de la mutació del gen p53
Diverses anàlisis en les cèl·lules de l'epiteli de les trompes de Fal·lopi (ETF) demostren que la manifestació de la mutació en el cromosoma 5 del gen P53R273H altera la migració de la proteïna CDH6.
S'han estudiat la cadhernina 6, la seva isoforma 2, la Pappa una metal·loproteïna secretada, la Wnt4 una molècula senyalitzadora pròpia de la ETF, i la decorina (DCN) un proteoglicà unit amb col·lagen. Totes elles amb la presència del gen P53.
Un gran nombre de reaccions en cadena de la polimerasa s'han utilitzat per a validar l'anàlisi amb cèl·lules mutades. Aquestes reaccions en cadena de la polimerasa comparades amb cèl·lules no mutades han demostrat que el fet de tenir el gen P53, augmenta la concentració de DCN 1 mol/L més de el que és normal i disminueix les de Pappa 0.5M, la de la CDH6 0.75M i la de la Wnt4 0.25M, a l'igual que els diferents processos en els quals les molècules es veuen involucrades hi han disminuït la seva velocitat.
Tot i que es pensava que el fet de tenir el gen P53 provocava una sobreexpressió de la CDH6 i de la DCN en les cèl·lules del conducte epitelial de l'ovari (CEO), s'ha demostrat que no és així, ja que no s'ha trobat la proteïna CDH6 en el CEO i els valors de DCN amb P53 són normals. Aquesta sospita de què tenir la CDH6 modificada provoques una sobre-expressió de la CDH6 és degut al fet que en el 96% de casos d'alt grau de càncer serós d'ovari la mutació del gen es troba en el genoma de les dones que pateixen la malaltia.
El que s'ha descobert recentment és que el fet de tenir la CDH6 modificada en l'ETF provoca un augment d'un 20% de la velocitat de reacció de migració de les cèl·lules d'aquest compartiment. Per tant, el fet de tenir la modificació del gen en l'ETF provoca que en el cas de tenir càncer en les trompes de Fal·lopi, la metàstasi es produeix més ràpidament, arribant les cèl·lules canceroses més aviat a les zones proximals de les trompes de Fal·lopi, com són l'úter, o l'ovari. El fet de produir-se la metàstasi molt ràpidament feia confondre als patòlegs sobre l'origen del càncer. Es pensava que el càncer inicial era d'ovari i que la mutació del gen P53 afectava l'ovari, però com s'ha pogut comprovar no és així sinó que afecta l'epiteli de les trompes de Fal·lopi. A més el fet de tenir el gen modificat augment el risc de patir càncer en l'ETF.